# 圖圖帕卡山 (托拉塔-坎達拉韋)
17°01′51″S 70°26′54″W / 17.03083°S 70.44833°W
圖圖帕卡山（Tutupaca），是秘魯的山峰，位於該國南部莫克瓜大區和塔克納大區，由托拉塔區和坎達拉韋區負責管轄，屬於安地斯山脈的一部分，海拔高度5,200米。